# Fairchild PT-19
O Fairchild PT-19 Cornell era uma aeronave norte-americana monomotora para treinamento primário. Foi contemporâneo do biplano Boeing Stearman.
Foram trazidos dos Estados Unidos durante a II Grande Guerra. Foram utilizadas pela Força Aérea Brasileira na formação de pilotos militares de 1942 a 1960, quando foram transferidas para a aviação civil.
|  |  |

## Variantes
| Variante    | Característica | Qtd. produzida |
| ----------- | --- | --- |
| PT-19       | Modelo de produção inicial variante do Model M62 motorizado com um Ranger L-440-1 de 175 hp (130 kW)                                                                                               | 220 |
| PT-19A      | Igual ao inicial mas com motor Ranger L-440-3 de 200 hp (149 kW), e mudanças de detalhes, redesignado para T-19A em 1948                                                                           | 3226 |
| PT-19B      | Versão para treino instrumental do PT-19A | 143; +6 conversões do PT-19A |
| XPT-23A     | PT-19 re-motorizado com um Continental R-670-5 radial | 1 |
| PT-23       | Versão de produção com motores radiais | 774 |
| PT-23A      | Versão de treinamento de instrumentos do PT-23 | 256 |
| PT-26       | Versão do PT-19A com cockpit fechado para a Commonwealth Air Training Scheme, motorizado com o Ranger L-440-3 de 200 hp (149 kW), 670 construídos para a Força Aérea Real Canadense como Cornell I | Versão do PT-19A com cockpit fechado para a Commonwealth Air Training Scheme, motorizado com o Ranger L-440-3 de 200 hp (149 kW), 670 construídos para a Força Aérea Real Canadense como Cornell I |
| PT-26A      | Como o PT-26 mas com motor Ranger L-440-7 de 200 hp (149 kW), construídos para a esquadra como Cornell II                                                                                          | 807 |
| PT-26B      | Como o PT-26A mas com menores mudanças, construídos como Cornell III | 250 |
| Cornell I   | Designação da RCAF do PT-26 | Designação da RCAF do PT-26 |
| Cornell II  | Designação da RCAF do PT-26A | Designação da RCAF do PT-26A |
| Cornell III | Designação da RCAF do PT-26B | Designação da RCAF do PT-26B |

## Operatores
- Argentina
- Brasil
- Canadá
- Chile
- Taiwan
- Colômbia
- Equador
- México
- Noruega
- Paraguai
- Filipinas
- África do Sul
- Reino Unido
- Estados Unidos
- Uruguai